# Dyango
José Gómez Romero (Barcelona, 5 de marzo de 1940), conocido artísticamente como Dyango, es un cantante español de música romántica. Ha vendido más de 20 millones de álbumes en todo el mundo.

## Trayectoria artística
Nacido el 5 de marzo de 1940, pero inscrito por su padre el 8 de mayo, y así figura como su fecha de nacimiento en los documentos oficiales. Dyango creció en el barrio de Sant Antoni de Barcelona. Adoptó el nombre artístico Dyango (tomado del guitarrista de jazz gitano Django Reinhardt), por el cual se le conoce y con el que debutó en el Festival de la Canción del Duero (1965). En su vida personal, el artista está casado y es padre de cuatro hijos, dos de los cuales son los cantantes Marcos Llunas y Jordi.
En 1969 editó su primer disco que lleva su nombre y, al año siguiente viajó a Argentina, donde protagonizó junto a Ginamaría Hidalgo la película El mundo es de los jóvenes, a la vez que editó un álbum con el mismo nombre. Este paso le abrió las puertas del mercado latinoamericano.
Discográficamente se inició en Zafiro, y en 1974 firmó un contrato con EMI. Su primer álbum para esta compañía fue en 1975 y, tuvo mucho éxito en Latinoamérica, en contraste con la escasa repercusión de su música en España. 
Obtuvo, en 1976, el premio Sirenita de Oro al mejor intérprete y a la mejor canción del Festival de Benidorm con el tema Si yo fuera él, tras cuyo logro su carrera creció tanto a nivel nacional como internacional.
Desde la grabación del tango Nostalgias, en 1976, consolidó su conquista del mercado español de la balada romántica. En 1980, Dyango representó a España en el Festival OTI 1980 con la canción Querer y perder, escrita por Ray Girado, la cual alcanzó el segundo lugar.
Ya entre 1983 y 1984 lanzó al mercado los discos Bienvenido al club y Al fin solos de gran éxito en Argentina y Colombia. En 1988, homenajeó a la música de Buenos Aires, con su disco Tango, convirtiéndose en uno de los pocos artistas no rioplatenses en ser aceptados y bendecidos por el ambiente del tango, donde estableció una gran amistad con Roberto Goyeneche. En 1985 grabó junto con el dúo Pimpinela la canción Por ese hombre.
En 1989 grabó el disco Suspiros donde incluyó el tema El que más te ha querido de la compositora Concha Valdés Miranda, alcanzando un éxito mundial. En 1993 grabó el disco Morir de amor donde grabó el dúo con Nana Mouskouri: Espérame en el cielo, tema de Los Panchos.
En 1994 grabó el disco Un loco como yo, disco con el que cantó a dúo con el mexicano Armando Manzanero (autor y director de todos los temas) la canción Le ha costado caro. Tras varios discos, en 1997 editó su anhelado álbum en catalán, donde cantó tangos en esa lengua.
En la década de 2000 editó varios discos de grandes éxitos, donde incluiría canciones tan conocidas como Corazón mágico, La mare (en catalán), Por esa mujer, Doctor, Amor de tango, Cuando quieras donde quieras, entre otras.
Su disco Puñaladas en el alma con la Orquesta Sinfónica de Praga y arreglos del maestro Carlos Franzetti fue nominado al Grammy Latino en 2010, un trabajo alrededor del tango, grabado entre Praga, Nueva York y 
En 2013 participó en el Concierto por la Libertad, celebrado en el Camp Nou de Barcelona el 29 de junio de 2013, organizado por Òmnium Cultural junto con otras entidades de la sociedad civil, como la Asamblea Nacional Catalana o la Plataforma Pro Selecciones Deportivas Catalanas, haciendo declaraciones en favor de la independencia.
Tras el verano de 2013 Dyango publicó el disco El cantante, CD de corte romántico que describe su propia vida. En 2014 Dyango anunció su despedida de los escenarios con una última gira por Latinoamérica y Españaː Gracias y adiós Tour, aunque fue sólo un amago de despedida. En años posteriores volvería a cantar en Argentina y Chile. En julio de 2017 visitó la Argentina y presentó su nuevo CD Y ahora qué
En mayo de 2023 llevó a Latinoamérica (Chile, Paraguay, Perú y Argentina) y junto a su hijo Marcos Llunas y su nieto Axel la gira "3 Generaciones, un Corazón". En 2025 publica un nuevo disco con el título Su amigo Dyango y lo presenta en vivo con una gira de conciertos por Latinoamérica: Argentina, Chile, Perú, Estados Unidos, República Dominicana.

## Premios
En 1976 obtuvo el premio Sirenita de Oro al mejor intérprete y a la mejor canción del Festival de Benidorm con el tema Si yo fuera él.
Dyango ha recibido el Premio de la Música por la Mejor Canción en Catalán por su tema El pare (El padre), 2005. Así mismo, la Asociación de Cronistas de Espectáculos de Nueva York, la ACE, le otorgó el Premio al Mejor Cantante Masculino por Esa mujer, el 21 de marzo de 1987.
En 1988 las autoridades de Miami le entregan la Llave de la Ciudad y en 1992 el programa Gigante de la Cadena Univisión le entrega La Llave del Programa. También ha recibido en varias ocasiones el Premio Aplauso del programa de Betty Pino de Miami, 1985, 1986, 1987, 1988.
Del Festival de Viña del Mar (Chile) el cantante tiene 2 antorchas, las de las ediciones 25 y 31.
Dyango ha sido nominado varias veces a los Premios Grammy Latinos, la última en 2010 con el CD Puñaladas en el alma.
En 2014 es nombrado Huésped de Honor de Buenos Aires.
Ha sido invitado como artista principal, al Festival Internacional de Tangos de la ciudad de Justo Daract, para interpretar tangos y cerrar el festival. Dyango fue nombrado Ciudadano Ilustre de Justo Daract y recibió el Premio Cóndor de Oro en diciembre de 2011.
Premio Latino de Oro a la Trayectoria en 2021.
Dyango ha obtenido a lo largo de su carrera 55 discos de oro y 40 de platino. También ha grabado dúos con Pimpinela, Rocío Dúrcal, Paco de Lucía, Celia Cruz, Oscar D'León, Sheena Easton, Roberto Goyeneche, Jaume Aragall, Armando Manzanero y Tupay.

## Discografía
- Dyango - (1969)
- El mundo es de los jóvenes - (1970)
- La voz del amor - (1972)
- Dyango '71 - (1971)
- Vuelve la Voz del amor - (1972)
- Yo mañana - (1974)
- Alma, corazón y vida - (1975)
- Si yo fuera él - (1976)
- Contigo en la distancia - (1977)
- IV - (1978)
- El mundo - (1979)
- La radio - (1980)
- Entre una espada y la pared - (1981)
- Bienvenido al club - (1983)
- Al fin solos - (1984)
- Por amor al arte - (1985)
- Cada día me acuerdo más de ti - (1986)
- Cae la noche - (1988)
- Tango - (1988)
- Dyango en català - (1989)
- Suspiros - (1989)
- Corazón de bolero - (1990)
- La magia de Dyango - (1991)
- Amante gaviota - (1992)
- Morir de Amor - (1993)
- Un loco como yo - (1994)
- Agua de lluvia - (1996)
- Quan l'amor és tan gran - (1997)
- Serenata - (1997)
- Vuela conmigo - (2000)
- Himnos al amor - (2001)
- Perdido en la nostalgia - (2001)
- A ti - (2003)
- Momentos inolvidables - (2004)
- El pare - (2004)
- Alma, Corazón y Vida - (2005)
- Intimamente - (2006)
- Coplas - (2008) Con la Orquesta Sinfónica de Bratislava
- Puñaladas en el alma - (2010)
- El Cantante - (2013)
- Italianísimo (Cantado En Italiano) - (2015)
- De cerca: 20 canciones esenciales - (2015)
- Y ahora qué - (2017)
- Una tarde en Buenos Aires (In Memoriam a Juanjo Domínguez) - (2019)
- Su amigo Dyango - (2025)

## Colaboraciones
- 1984 - La noche y tú (Sheena Easton Al fin solos)
- 1985 - Por ese hombre (Pimpinela).
- 1986 - La hora del adiós (Rocío Dúrcal)
- 1993 - Espérame en el cielo (Nana Mouskouri Morir de amor)
- 2018 - Whisky doble (La Beriso 20 años)

## Filmografía
- El mundo es de los jóvenes (1970) dir. Julio Porter